# أداة قياس كمية الضوء الداخل لفتحة العدسة

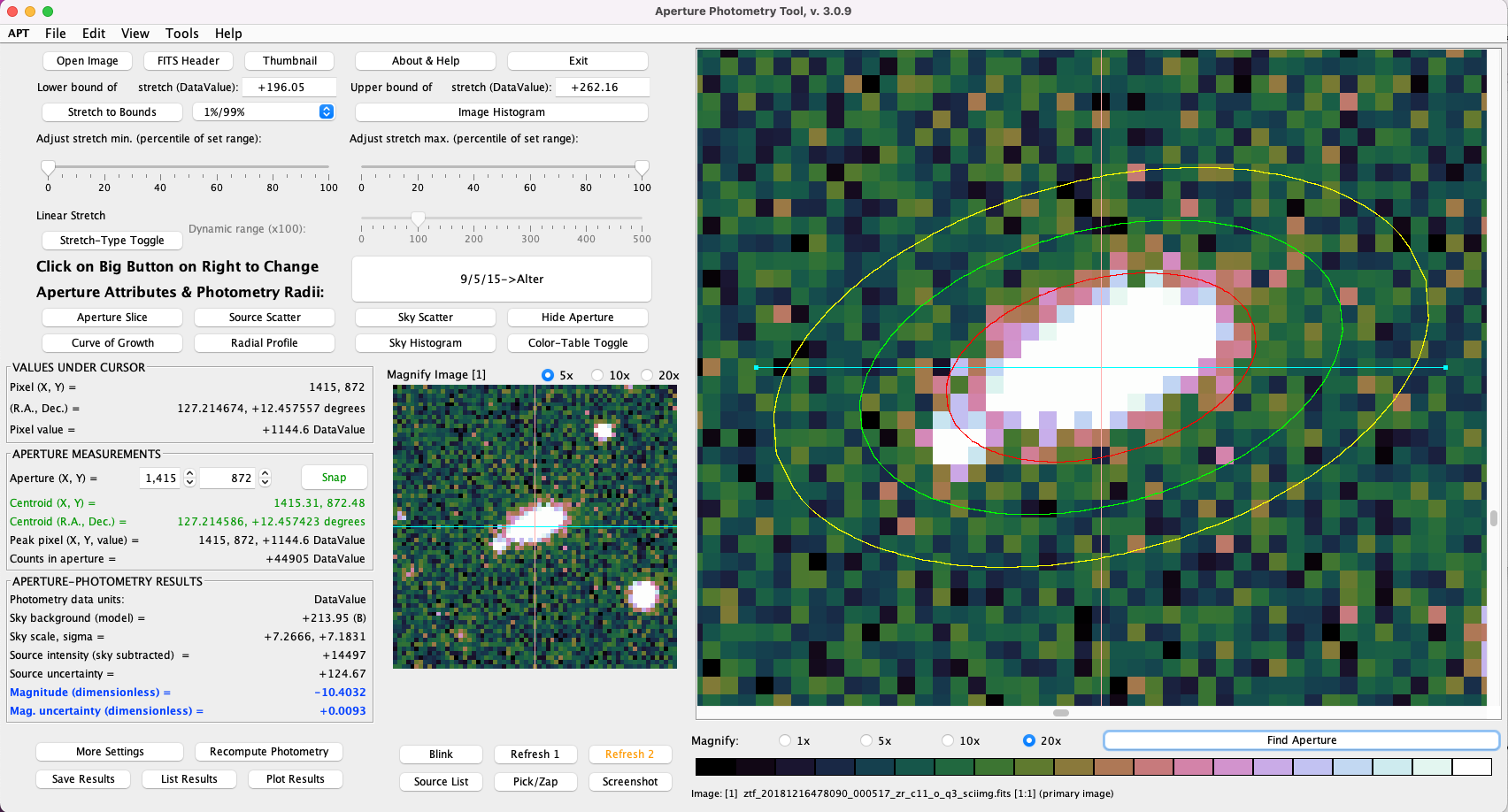
واجهة المستخدم الرسومية الرئيسية لأداة قياس كمية الضوء الداخل لفتحة العدسة

أداة قياس كمية الضوء الداخل لفتحة العدسة (APT) هو برنامج بواجهة مستخدم رسومية لقياس الضوء في الفتحة على الصور الفلكية. تراكبات الصورة، تمثيلات رسومية، الإحصاء، حيث يتم جمع حسابات القياس الضوئي في حزمة واحدة. كما يمكن استخدام البرامج ايضاً كنظام نقل للصور المرنة (FITS)- عارض الصور. وهذه الاداة يتم تنفيذها على أجهزة الكمبيوتر المكتبية والمحمولة، وهي مجانية بموجب ترخيص يقصر استخدامها على البحث الفلكي والتعليم. ويمكن تنزيل البرنامج من official website على الإنترنت ويتطلب تثبيت آلة جافا الافتراضية على كمبيوتر المستخدم.

## تاريخ
تم إصدار النسخة الأولية من أداة قياس الضوء ذات الفتحة في 2 نوفمبر 2007. والإصدار الاخير له هو APT v. 2.8.4، حيث صدر في 22 أبريل 2020 وتم تطوير البرنامج من قبل دكتور روس لاهر، وهو عضو من أعضاء الهيئة المهنية في مركز سبيتزر للعلوم، وجزء من مركز المعالجة والتحليل بالأشعة تحت الحمراء (IPAC) في معهد كاليفورنيا للتكنولوجيا. تم نشر ورقة عن الأداة في يوليو 2012 في مجلة  منشورات جمعية علم الفلك في المحيط الهادئ. تقارن الورقة المصاحبة أداء APT مقابل SExtractor، وهو برنامج قائم على سطر الأوامر لقياس الضوء المار بالعدسة.

## العدسة وخط السماء
تعد هندسة العدسة وحجمها وموقعها في الصورة محددات مهمة في قياس الضوء الذي يعبر العدسة. تسمح الأداة بأشكال دائرية وبيضاوية لفتحات العدسات حيث (تُستخدم الأخيرة لتقدير الخلفية). و يمكن التحكم في الدوران في حالة القطع الناقص. سوف يكون للحلقة السماوية نفس شكل الفتحة، ولكن مع نصف قطر داخلي وخارجي أكبر من الفتحة. على الرغم من عدم وجود قيود صارمة على الحجم، إلا أنه محدود عمليًا بوقت استجابة البرنامج في حساب فتحة العدسة الكبيرة وحلقة السماء، وتتضمن الأداة التي يحددها المستخدم بشكل تفاعلي معلمات الحجم لصورة فرعية لا تتجاوز 80 بكسل على جانب (في هذا الوقت). يتم وضع الفتحة على موقع الصورة المطلوب بنقرة ماوس. تتوفر خيارات للسماح بإجراء تعديلات طفيفة على وضع الفتحة عن طريق centroiding. تحتوي APT أيضًا على وظيفة انطلاق البكسل، والتي يمكن استخدامها لتعيين قيمة وحدات البكسل المحددة مؤقتًا إلى NaN (وليس رقمًا)، وإزالتها بشكل فعال من حسابات الفتحة الضوئية.

## إحداثيات السماء
بالنسبة إلى قياس الضوء على صورة فلكية، غالبًا ما يكون من المفيد معرفة إحداثيات السماء لبكسل الصورة. تحسب أداة قياس كمية الضوء الداخل لفتحة العدسة وتعرض إحداثيات السماء إذا كانت الكلمات الرئيسية التي تحدد نظام الإحداثيات العالمي (WCS) موجودة في رأس ملف صورة FITS. تعالج الإسقاط المماس أو المألوف الأكثر استخدامًا (الأنواع الفرعية TAN وTPV وSIP)، بالإضافة إلى إسقاطات الجيب (المعروفة أيضًا باسم التهجئة) وCartesian وAitoff (ربما يكون هذا الأخير مفيدًا لأغراض العرض فقط).
تتضمن التحديثات الأخيرة لأداة قياس كمية الضوء الداخل لفتحة العدسة القدرة على قراءة ملفات صور FITS التي تستخدم مصفوفة تنسيق Pixel (PCM)، مثل تلك التي يستخدمها تلسكوب المسح البانورامي ونظام الاستجابة السريعة.
تحسب أداة قياس كمية الضوء الداخل لفتحة العدسة تشويه الصورة الهندسية فقط لإسقاط المماس في هذا الوقت. يتم دعم اتفاقيتي التشويه، وهما الطريقتان الرئيسيتان المستخدمتان في علم الفلك الحديث. يتم تطبيق SIPconvention على الصور ذات CTYPE1 = "RA --- TAN-SIP" وCTYPE2 = "DEC — TAN-SIP". في حالة عدم وجود كلمات رئيسية لـ SIP، ستحاول APT قراءة وتطبيق أي كلمات أساسية تشويه PV في رأس FITS للصور إما مع CTYPE1 = 'RA --- TAN' وCTYPE2 = 'DEC — TAN' أو مع CTYPE1 = 'RA --- TPV وCTYPE2 = "DEC - TPV". يحسب APT تشويه SIP حتى الترتيب متعدد الحدود التاسع والتشويه PV حتى الترتيب متعدد الحدود السابع.

## متطلبات جافا
مكتوب APT بلغة الحوسبة جافا. تم إنشاء أحدث إصدار من APT باستخدام JDK 1.6.0_65 على كمبيوتر محمول يعمل بنظام التشغيل Mac يعمل بنظام التشغيل OS X Yosemite 10.10.5. بشكل عام، يمكن تنفيذ APT باستخدام إصدارات JRE أكبر من 1.6، نظرًا لأن Java "متوافقة مع الإصدارات الأمامية"؛ ومع ذلك، في بعض الأجهزة، قد تعطي إصدارات Java اللاحقة "خطأ Surface غير قابل للتخزين المؤقت"، وفي هذه الحالة فإن محاولة إصدار Java مختلف هو الحل الموصى به (في هذا الوقت). على أجهزة Mac، يلزم توفر Java 1.6 (أو ما يسمى بـ Java 6 القديمة) لتشغيل أداة قياس كمية الضوء الداخل لفتحة العدسة كتطبيق نقر مزدوج (وقد لا تعمل كتطبيق نقر مزدوج على بعض الإصدارات اللاحقة من OS X)، ولكن بشكل عام يعمل مع إصدارات أعلى من Java على جهاز Mac إذا تم تنفيذ البرنامج النصي المجمع APT.csh من نافذة طرفية لبدء تشغيل أداة قياس كمية الضوء الداخل لفتحة العدسة.